# Яузяк (приток Вагая)
Яузяк — река в России, протекает в Тюменской области. Устье реки находится в 201 км по левому берегу реки Вагай. Длина реки составляет 48 км. Площадь водосборного бассейна — 513 км².
Исток реки Яузяк находится в озере Верхний Кашкуль, между болотами Чистое и Дикое (высота 80 м). Протекает через озёра Средний Кашкуль, Малый Кашкуль, Большое Щучье. Впадает в реку Вагай в 10 км выше посёлка Первомайского (высота 46 м).
Имеет несколько малых притоков, наиболее заметный из них — реку Маратайку — принимает слева, в 1,5 км ниже озера Большого Щучьего. Населённых пунктов по берегам реки нет.

## Данные водного реестра
По данным государственного водного реестра России относится к Иртышскому бассейновому округу, водохозяйственный участок реки — Иртыш от впадения реки Ишим до впадения реки Тобол, речной подбассейн реки — бассейны притоков Иртыша от Ишима до Тобола. Речной бассейн реки — Иртыш.
Код объекта в государственном водном реестре — 14010400112115300012779.